# Пырков, Пётр Родионович
Пётр Родионович Пырков (1862 — после 1917) — предводитель дворянства 2-го Донского округа, член III Государственной думы от Области войска Донского.

## Биография
Из потомственных дворян Области войска Донского, казак станицы Верхнечирской. Землевладелец (215 десятин).
Среднее образование получил в Новочеркасской гимназии, а высшее — на физико-математическом факультете Московского университета. С 1892 года непрерывно состоял в должности почетного мирового судьи, в 1895—1904 годах был участковым мировым судьей, а в 1904 году был избран предводителем дворянства по 2-му Донскому округу. Также состоял председателем съезда мировых судей и председателем многих благотворительных и общественных учреждений.
В 1907 году был избран членом III Государственной думы от общего состава выборщиков донского областного избирательного собрания. Входил во фракцию кадетов. Состоял членом комиссий о путях сообщения и по запросам.
Судьба после 1917 года неизвестна. Был женат.